# 林棨 (天順進士)
林棨（1412年—？），字從信，福建興化府莆田縣人，明朝官员。進士出身。

## 生平
福建鄉試第三十四名。天順元年（1457年）丁丑科會試第九十七名，殿試登進士第三甲第五十一名。

## 家族
曾祖林宗大。祖父林震。父亲林庭清